# Ivankivți, Sribne
Ivankivți (în ucraineană Іванківці) este un sat în așezarea urbană Dihteari din raionul Sribne, regiunea Cernihiv, Ucraina.

## Demografie
Componența lingvistică a localității Ivankivți
     Ucraineană (99,06%)
     Alte limbi (0,94%)
Conform recensământului din 2001, majoritatea populației localității Ivankivți era vorbitoare de ucraineană (99,06%), existând în minoritate și vorbitori de alte limbi.